# بزرگراه میان‌ایالتی ۸
بزرگراه میان ایالتی ۸ (به انگلیسی: Interstate-8، مخفف:I-8) یکی از بزرگراه‌های میان ایالتی آمریکاست؛ که مسیر شرقی-غربی داشته و زیرمجموعه ندارد.